# Papaipema
Papaipema là một chi bướm đêm thuộc họ Noctuidae.

## Loài
- Papaipema aerata (Lyman, 1901)
- Papaipema angelica (Smith, 1899)
- Papaipema apicata Dyar, 1912
- Papaipema appassionata (Harvey, 1876)
- Papaipema araliae Bird & Jones, 1921
- Papaipema arctivorens Hampson, 1910
- Papaipema astuta Bird, 1907
- Papaipema aweme (Lyman, 1908)
- Papaipema baptisiae (Bird, 1902)
- Papaipema beeriana Bird, 1923
- Papaipema birdi (Dyar, 1908)
- Papaipema cataphracta – Burdock Borer (Grote, 1864)
- Papaipema cerina (Grote, 1874)
- Papaipema cerussata (Grote, 1864)
- Papaipema circumlucens (Smith, 1899)
- Papaipema dribi Barnes & Benjamin, 1926
- Papaipema duovata (Bird, 1902)
- Papaipema duplicatus Bird, 1908 (alternative spelling Papaipema duplicata)
- Papaipema eryngii Bird, 1917
- Papaipema eupatorii (Lyman, 1905)
- Papaipema furcata (Smith, 1899)
- Papaipema harrisii (Grote, 1881)
- Papaipema impecuniosa (Grote, 1881)
- Papaipema inquaesita (Grote & Robinson, 1868)
- Papaipema insulidens (Bird, 1902)
- Papaipema leucostigma (Harris, 1841)
- Papaipema limata Bird, 1908
- Papaipema limpida (Guenée, 1852)
- Papaipema lysimachiae Bird, 1914
- Papaipema marginidens (Guenée, 1852)
- Papaipema maritima Bird, 1909
- Papaipema nebris – Stalk Borer (Guenée, 1852)
- Papaipema necopina (Grote, 1876)
- Papaipema nelita (Strecker, 1898)
- Papaipema nepheleptena (Dyar, 1908)
- Papaipema pertincta Dyar, 1920
- Papaipema polymniae Bird, 1917
- Papaipema pterisii Bird, 1907
- Papaipema rigida (Grote, 1877)
- Papaipema rutila (Guenée, 1852)
- Papaipema sauzalitae (Grote, 1875)
- Papaipema sciata Bird, 1908
- Papaipema silphii Bird, 1915
- Papaipema speciosissima (Grote & Robinson, 1868)
- Papaipema stenocelis (Dyar, 1907)
- Papaipema sulphurata Bird, 1926
- Papaipema unimoda (Smith, 1894)
- Papaipema verona (Smith, 1899)

## Hình ảnh

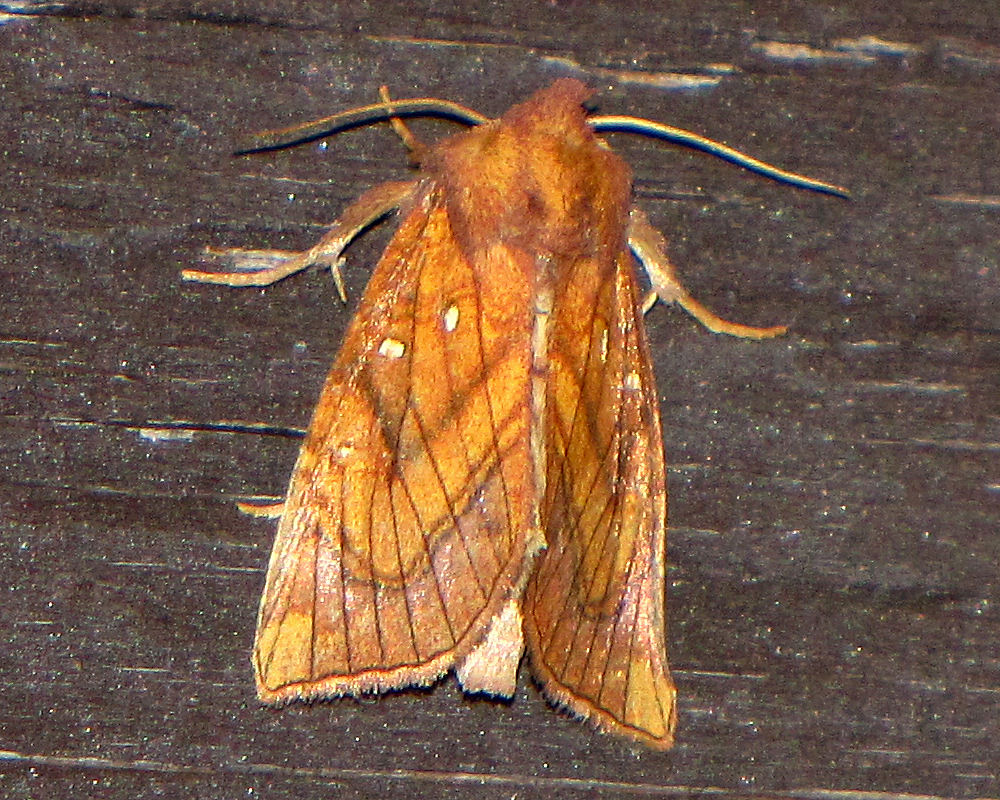